# Steve Watson (football américain)
Pour les articles homonymes, voir Steve Watson et Watson.
(en) Statistiques sur pro-football-reference
Steve Ross Watson (né le 28 mai 1957 à Baltimore dans le Maryland) est un joueur professionnel de football américain qui évoluait au poste de wide receiver pour les Broncos de Denver.

## Carrière
Watson signe avec les Broncos de Denver comme agent libre en 1979. Il joue toute sa carrière avec les Broncos où, au cours de neuf saisons dans la National Football League, il attrape 353 passes pour 6 112 yards et 36 touchdowns. Il est également sélectionné au Pro Bowl en 1981. Il prend sa retraite après la saison 1987.
En 2000, il rejoint les Broncos comme entraîneur-adjoint de la défense. Depuis 2003, il est entraîneur des wide receivers.